# Radhabinod Pal
Radhabinod Pal (রাধা বিনোদ পাল), né le 27 janvier 1886 dans le district de Kushtia en Inde britannique et mort à l'âge de 80 ans le 10 janvier 1967, est un juriste indien représentant l'Inde au procès du Tribunal militaire international pour l'Extrême-Orient pour juger les crimes de guerre japonais commis durant la Seconde Guerre mondiale. Il est le seul membre qui considéra que tous les accusés n'étaient pas coupables. Aujourd'hui, au Japon, le Yasukuni-jinja et le Kyōto Ryōzen Gokoku-jinja accueillent des monuments honorant sa mémoire.

## Biographie
Radhabinod Pal est né en 1886 dans un petit village appelé Salimpur dans le district de Kushtia en Inde (aujourd'hui au Bangladesh).
Il étudie les mathématiques et le droit international au Presidency College puis le droit à l'université de Calcutta. Il travaille ensuite comme professeur à la faculté de droit de cette université de 1923 à 1936. Il devient juge à la haute cour de Calcutta (en) en 1941 et vice-chancelier de l'université de Calcutta en 1944. Le gouvernement indien l'emploie comme conseiller légal dès 1927 et l'envoie au procès de Tokyo en 1946. Il y prononce l'une des trois opinions divergentes. Il considère que tous les accusés ne sont pas coupables de crimes de guerre de classe A (« crime contre la paix ») même s'il condamne la conduite du Japon pendant la guerre et la décrit comme « diabolique ». Il critique ce qu'il pense être une conspiration des vainqueurs et juge qu'on ne peut pas accuser de guerres d'agression et de crimes contre la paix ou contre l'humanité car ces notions ont été créées par les Alliés après la guerre ce qui entraîne un effet de rétroactivité. Son raisonnement influence les opinions divergentes des juges néerlandais et français.
Après le procès de Tokyo, il est élu à la commission du droit international des Nations unies où il sert de 1952 à 1966.
Il est le père du renommé barrister, Pranab Kumar Pal, et le beau-père de l'avocat Debi Prasad Pal (en).

## La dissidence lors du procès pour les crimes de guerre
Tout en constatant l'« évidence des preuves sur la culpabilité des membres des forces japonaises dans les atrocités contre les populations civiles des territoires occupés ainsi que sur les prisonniers de guerre », Radhabinol Pal rend un jugement qui questionne la légitimité de ce tribunal et de ces organisateurs. Il conserve l'opinion que cette légitimité est suspecte et douteuse car la volonté de vengeance, et donc d'une justice non impartiale, est le critère principal de l'organisation de ce procès. Il conclut qu'il statuerait « que tous les accusés ne sont pas coupables de toutes les charges portées par l'acte d'accusation et qu'ils doivent être acquittés ».
Pal n'a cependant pas l'intention d'offrir un argument juridique pour qu'un verdict de non culpabilité soit la meilleure chose à prononcer. Il affirme cependant que les États-Unis ont clairement provoqué la guerre avec le Japon et l'ont poussé à attaquer. De plus, il exprimait une certaine sympathie à l'égard du Japon, par « ses capacités à s'opposer à l'Occident », et voyait en leurs actions expansionnistes un rempart contre une éventuelle révolution communiste en Asie de l'Est, tout en affirmant que l'impérialisme japonais ne fut pas profitable au continent asiatique.
Pal considère que le procès de Tokyo ne peut rendre un jugement juste car il le trouve inégalitaire, déraisonnable et ne contribuant en rien à une paix durable. Selon lui, ce procès est le jugement des vaincus par les vainqueurs et que même si cette procédure revêt un déguisement légal, elle n'en reste pas moins que la satisfaction d'un désir de revanche. Lors de sa dissidence solitaire, il compare le procès à « un emploi frauduleux d'une procédure légale pour satisfaire une soif de vengeance ». Selon le journaliste Norimitsu Onishi, alors que Pal avait une parfaite connaissance des atrocités commises par les Japonais, dont le massacre de Nankin, il jugea que ces faits étaient de classe B ou C.
De plus, il considère que l'exclusion du colonialisme occidental (dont l'Inde a été victime) et l'usage de la bombe atomique de la liste des crimes par les États-Unis, de même que les juges des pays vaincus, signifie l'« échec du tribunal de fournir autre chose que des mesures de rétorsion pour les vainqueurs ». Il n'est d'ailleurs pas le seul parmi les représentants indiens à penser cela, un important avocat de Calcutta écrit que le tribunal est plus petit qu'« une épée dans une perruque ». La peur du nucléaire américain est un phénomène international après les bombardements atomiques de Hiroshima et Nagasaki.
Radhabinol Pal rédige plus tard un ouvrage pour expliquer sa décision mais la publication est interdite par les forces américaines d'occupation du Japon jusqu'en 1952 et la signature par le Japon d'un traité reconnaissant la légitimité du procès de Tokyo. L'ouvrage de Pal est également interdit au Royaume-Uni et reste inédit aux États-Unis.
L'occupation américaine du Japon prend fin en 1952, après que Tokyo a signé le traité de paix de San Francisco et accepté le verdict du procès de Tokyo. La fin de l'occupation met également un terme à la censure de l'ouvrage de Pal dont les nationalistes japonais s'emparent et utilisent comme base de leurs arguments que le procès de Tokyo est une supercherie, en sélectionnant des passages choisis. Bien que Pal admet que les Japonais ont commis des atrocités durant la Seconde Guerre mondiale, son opinion divergente est utilisée par les nationalistes comme preuve que ces crimes n'ont jamais existé,.

## Contexte politique
L'opinion solitaire de Radhabinol Pal que le Japon n'a pas engagé une guerre d'agression, bien qu'illégale, et que ces dirigeants ne peuvent être jugés pour crimes de guerre surprend ses contemporains qui rejettent cet avis et le considèrent comme un stratagème politique. Pal est de plus un admirateur de l'armée nationale indienne, un corps militaire ayant collaboré avec les Japonais pour libérer l'Inde de la domination britannique. Pal écrit que le procès de Tokyo est un exemple de la justice des vainqueurs et que les Alliés sont tout autant coupables dans leurs actes, comme le bombardement atomique de cibles civiles. En 1966, Pal effectue une visite au Japon et déclare qu'il admire ce pays depuis son plus jeune âge pour être la seule nation d'Asie à s'être « élevée contre l'Occident ». Quelles que soient ses opinions politiques, son raisonnement juridique est une étape importante dans l'histoire du droit international et devrait équilibrer plus ou moins l'accusation que sa dissidence est une manœuvre politique.

## Importance dans les relations indo-japonaises
En 1966, l'empereur du Japon décerne à Pal l'ordre du Trésor sacré (1re classe). Pal est admiré par les nationalistes japonais et un monument à sa mémoire est érigé au Yasukuni-jinja, lieu considéré comme un symbole du passé militariste du Japon. Ce monument est érigé après la mort de Pal.
Sa dissidence est fréquemment mentionnée par les dirigeants politiques et diplomates indiens et dans les affaires concernant l'amitié et la solidarité indo-japonaise. Par exemple, le 29 avril 2005, le premier ministre d'Inde Manmohan Singh y fait référence pendant un banquet à New Delhi organisé en l'honneur de la visite du premier ministre du Japon Jun'ichirō Koizumi :

« Bien que nous ayons traversé différentes phases dans nos relations, parfois difficiles, il est remarquable de constater que nous sommes encore là l'un pour l'autre. Il est important de rappeler que l'Inde a refusé d'assister à la conférence de paix de San Francisco en 1951 et a signé un traité de paix séparé avec le Japon en 1952. Cela, comme le pensait Pandit Nehru, donna au Japon une nouvelle position d'honneur et d'égalité parmi les nations libres. Dans ce traité de paix, l'Inde renonçait à toutes les réclamations de guerre au Japon. Le jugement dissident du juge Radhabinod Pal est très connu chez les Japonais et symbolisera toujours l'affection et le regard de notre peuple pour votre pays. »

Le 14 décembre 2006, Singh prononça un discours à la Diète du Japon : « Le jugement du juge Radhabinod Pal après la guerre est encore dans les mémoires au Japon aujourd'hui. Mesdames et messieurs, ce fait reflète la solidité de notre amitié et de notre entraide commune dans les moments critiques de notre histoire ».
Le 23 août 2007, le premier ministre japonais Shinzō Abe rencontra le fils de Pal, Prasanta, à Calcutta, durant une visite d'un jour dans la ville. Prasanta Pal, aujourd'hui octogénaire, présenta quatre photographies de son père au premier ministre, dont deux qui le montraient avec Nobusuke Kishi. Ils tinrent une discussion pendant une demi-heure dans un hôtel de la ville.

## Citations
« Les questions de droit ne sont pas décidées dans une quarantaine intellectuelle dans laquelle seuls la doctrine juridique et l'histoire locale de la dispute sont conservées et tout le reste est exclu par la force. Nous ne pouvons pas ignorer ce monde où naissent des litiges ».
« Beaucoup d'historiens contemporains pensent qu'aujourd'hui, des pays comme la principauté de Monaco ou le Grand-duché du Luxembourg prendraient les armes contre les États-Unis à la réception de la même note (la note Hull) qu'a envoyé le département d'État américain au Japon la veille de Pearl Harbor ».
« Quand l'époque est trompée par la passion et les préjugés, quand la raison est aveuglée du masque de la mystification, la justice, qui se protège de toutes ses écailles, a besoin de beaucoup d'ouvrages censurés par le passé et d'encouragement pour changer la situation (Conclusion du jugement dissident. Pal cite ici Jefferson Davis) ».
« Je pourrais mentionner que même les récits rapportés des viols de Nankin ne peuvent pas être acceptés par le monde sans une certaine suspicion d'exagération. D'ailleurs, en parlant de cet incident, Charles Addis[Qui ?] a un jour dit : « Entre deux pays en guerre, il y a toujours un danger que l'un ou l'autre cherche à retourner l'opinion publique en sa faveur en faisant la propagande de quelques incidents, aléas inévitables de toutes hostilités, en amplifiant et déformant les faits dans le but d'enflammer les préjugés et la passion et de masquer les véritables enjeux du conflit ».